# Brad Guzan
Bradley Edwin Guzan, né le 9 septembre 1984 à Evergreen Park, est un footballeur international américain qui évolue au poste de gardien de but à Atlanta United.

## Biographie

### Parcours en club
Formé aux South Carolina Gamecocks, Guzan rejoint le club de Major League Soccer des Chicago Fire pour l'année 2004.
Toutefois il n'arrive pas à se faire une place dans l'effectif professionnel, se contentant de jouer avec l'équipe réserve dite équipe « Premier » en Premier Development League, équivalent de la 4e division.
Il est toutefois repéré lors des confrontations en équipes réserves de clubs de Major League Soccer, par les Chivas USA où il s'engage pour la saison 2005. Il s'installe comme titulaire dès sa première saison avec 24 matchs à son actif. Et participe ensuite activement à la victoire dans la Conférence Ouest en 2007.
Lors du mercato d'été de 2008, Brad est transféré pour 600,000 £ dans le club anglais de Premier League d'Aston Villa.
Lors de ses premières saisons si Guzan dispute tous les matchs de Coupe d'Angleterre et de Coupe de la Ligue anglaise (il atteint notamment la finale en 2010), ainsi que quelques matchs de Ligue Europa, il ne dispute qu'un seul match de Premier League. Il est en effet barré par un autre gardien américain, le vieillissant Brad Friedel.
Le 31 décembre 2010, en manque de temps de jeu, il décide de partir en prêt à Hull City en D2 anglaise pour une durée de deux mois.
Le 29 juillet 2016, Guzan s'engage avec Middlesbrough, promu en Premier League. Il joue treize matchs avec Boro lors de sa seule saison avec le club anglais.
En janvier 2017, le club de Major League Soccer d'Atlanta United annonce que Guzan rejoint ses rangs à partir de l'été 2017.

### Parcours en sélection
Le 1er juillet 2021, il est retenu dans la liste des vingt-trois joueurs américains sélectionnés par Gregg Berhalter pour disputer la Gold Cup 2021.

## Palmarès

### En club
Chivas USA
- Vainqueur de la Conférence Ouest de Major League Soccer en 2007

 Atlanta United
- Vainqueur de la Coupe MLS en 2018
- Vainqueur de la Coupe des États-Unis en 2019
- Vainqueur de la Campeones Cup en 2019

### En sélection
États-Unis
- Vainqueur de la Gold Cup en 2007, 2017 et 2021.
- Finaliste de la Coupe des confédérations en 2009.

### Distinctions personnelles
Chivas USA
- Gardien de l'année de MLS en 2007.
- Membre de l'équipe-type de MLS en 2007.

 États-Unis
- Meilleur gardien de la Gold Cup 2015.